# スプリングフィールドM1865
スプリングフィールドM1865（英:Springfield Model 1865）はアメリカ陸軍がスプリングフィールド造兵廠で製造した初期の後装式ライフル銃。前装式ライフル銃であるM1861を改造したものである。すぐ後にスプリングフィールドM1866に置き換えられた。

## 概要
南北戦争において、後装式ライフル銃の利点は明確になった。前装式ライフルの発射速度が毎分3-4発であったのに対し、後装式では8-10発に向上した。また、立ち上がる必要がなく、しゃがんだ姿勢のままで装填ができるため、兵士の前投影面積が小さくなり、装填中の被弾危険性を減らすことができた。南北戦争終了後、アメリカ陸軍武器科は世界中のメーカーに対して後装式ライフルの試作を依頼した。
試験の結果、国立スプリングフィールド兵器廠のアースキン・オーリン（Erskine S. Allin）が試作したのものが、その簡便性および前装式ライフルを改造して製造できることから採用されることとなった。改造費用は1丁あたり5ドルであり、新しく銃を製造する場合の20ドルに比べて大きく費用が削減できた。1865年9月19日にオーリンは特許を取得している（特許番号No. 49,959）。

## 仕様
前装式から後装式へ改造する際には、銃身後部の上側にフライス盤で穴を開け、そこに蝶番式で開閉するブリーチブロック（尾栓、閉鎖器）が設けられた。ブリーチブロックを上に引き上げて薬室に弾丸を挿入後、これを下げて閉鎖し、親指で操作するカム型ラッチで固定するようになっていた。発砲後にブリーチブロックを引き上げるとラック式の連動したエキストラクター（抽筒子）によって使用済み薬莢が自動的に薬室から排出された。ブリーチブロックには撃針が組み込まれており、撃針形状に合わせて撃鉄は平に加工された。
この蝶番で開閉するブリーチブロックの動きが「跳ね上げ扉（トラップドア）」に似ていたため、M1865は「トラップドア・スプリングフィールド」と呼ばれた。
1866年中に、スプリングフィールド兵器廠でおよそ5000挺のM1861がM1865に改造された。しかし、後装機構の小さな可動パーツの寿命が短いことが判明し、また作動も一般使用のためには複雑すぎた。このため、M1865の発注分が全て改造される前に、より簡便なモデルの試験が行われた。これによりM1865は「ファースト・オーリン」と呼ばれ、簡便化された次世代モデルであるM1866が「セカンド・オーリン」と呼ばれることとなった。
M1865は.58-60-500リムファイア弾(58口径(14.7mm)、60グレイン(3.9g)黒色火薬、500グレイン(32g)弾丸)を使用した。これは元々M1861で使用された南北戦争中のミニエー弾に合わせたものである。
M1865は軍ではすぐに廃棄され、1870年代にいくつかのアメリカ国内の武器商に売却された。当時米国では短銃身のカデットライフルの大きな需要があった。武器商達はM1865の銃身と銃床を切断し、この需要に応えた。また、銃床の握り部もカデット用にしばしば細く削られた。

## 参考資料
- "Historical Dictionary of the U.S. Army" By Jerold E. Brown, Published by Greenwood Publishing Group, 2001
- "The .58 and .50 Caliber Rifles and Carbines of the Springfield Armory" by Richard A. Hosmer, Published by North Cape Publications, May 2006